# Johann Friederich Ahrensmann
Johann Friederich Ahrensmann (5 februari 1802 – Vlissingen, 13 juli 1889) was een Nederlands muzikant van Duitse afkomst.
Hij, gedoopt in Schledehausen,  kwam reeds op vroege leeftijd naar Nederland om bij een Regiment Infanterie mee te spelen, standplaats Nijmegen. Zijn hoofdinstrument daarbij was fagot, hoewel hij les heeft gehad van de kerkorganist in Osnabrück. Na daar enkele jaren gespeeld te hebben vertrok hij terug naar Duitsland om na enkele jaren weer terug te keren. Hij ging spelen in het orkest van de Hoogduitsche schouwburg. Hij verbleef daarna circa twintig jaar in Medemblik als kapelmeester van het Koninklijk Instituut van Marine aldaar. Dat instituut verhuisde naar Breda, hij ging naar Zwolle en vervolgens vestigde hij zich in Goes. In 1869 was hij klokkenist aldaar en bemoeide zich met de aanschaf van nieuwe klokken, die helemaal uit Heiligerlee geleverd werden. Tevens gaf hij muzieklessen in Goes. Hij stond bekend vanwege zijn zuivere toonvoering, dat uitzonderlijk was want de fagot was nog lang niet uitontwikkeld.
Hij, afkomstig uit een boerengezin en is in 1829 getrouwd met Constance Catherine Breemer. Zoon Victor Julius Ahrensmann werd machinist bij de marine, waarvoor hij in 1888 een gouden medaille kreeg voor vijftig jaar trouwe dienst.